# Tallinna FK Sport
Tallinna FK Sport – estoński klub piłkarski z siedzibą w Tallinnie.

## Historia
Chronologia nazw: 
- 1912–1982: Tallinna Sport
- 1983–1984: Tallinna KKSM
- 1985–1990: Tallinna Sport
- 2003–...: Tallinna Sport

Klub został założony w 1912. Występował w najwyższej lidze Mistrzostw Estonii. 7 razy zdobył tytuł mistrzowski i puchar Estonii. W okresie Związku Radzieckiego występował w rozgrywkach lokalnych. W 1983 jako Tallinna KKSM zadebiutował w Drugiej lidze, strefie 5 Mistrzostw ZSRR, w której występował do 1989. W 1990 uczestniczył w rozgrywkach Mistrzostw krajów nadbałtyckich. Po zakończeniu sezonu został rozwiązany.
W 2003 został reaktywowany i występował w 3 lidze. W 2007 zajął pierwsze miejsce ale na początku 2008 został ponownie rozwiązany.

## Sukcesy
- mistrz Estonii (9x): 1921, 1922, 1924, 1925, 1927, 1929, 1931, 1932, 1933
- zdobywca Pucharu Estonii: 1938